# Dwór w Dankowicach
Dwór w Dankowicach – zabytkowy dwór wybudowany w  XVII w., w miejscowości  Dankowice.

## Położenie
Dwór położony w Polsce, w województwie dolnośląskim, w powiecie głogowskim, w gminie Żukowice.

## Opis
Piętrowy zabytek wybudowany na planie litery „U”, kryty wysokim dachem czterospadowym. Od frontu centralnie znajduje główne wejście w ryzalicie ozdobionym pilastrami, zwieńczonym trójkątny frontonem. Obiekt jest częścią zespołu dworskiego, w skład którego wchodzi jeszcze park, położony na wschód od pałacu.